# Sim City (album Susumu Hirasawy)
Sim City – piąty solowy album studyjny Susumu Hirasawy, wydany w Japonii 2 sierpnia 1995 roku przez Polydor Records.
Album został wydany ponownie przez Universal Music Japan 5 listopada 2014 roku (SHM-CD).

## Lista utworów
Wszystkie utwory zostały skomponowane i zaaranżowane przez Susumu Hirasawę.
| CD  | CD                                                                               | CD                      | CD      |
| Nr  | Tytuł utworu                                                                     | Tekst                   | Długość |
| --- | -------------------------------------------------------------------------------- | ----------------------- | ------- |
| 1.  | „Recall”                                                                         | Susumu Hirasawa, Miss.N | 1:23    |
| 2.  | „Archetype Engine”                                                               | Susumu Hirasawa         | 4:42    |
| 3.  | „Lotus”                                                                          | Susumu Hirasawa         | 4:26    |
| 4.  | „Kingdom”                                                                        | Susumu Hirasawa         | 5:16    |
| 5.  | „Echoes (CHARAN SANITWONG24)”                                                    | Susumu Hirasawa         | 6:19    |
| 6.  | „Sim City”                                                                       | Susumu Hirasawa, Miss.N | 5:04    |
| 7.  | „Tsuki no kage” (jap. 月の影, ang. Dark Side of the Moon)                        | Susumu Hirasawa         | 6:11    |
| 8.  | „Kantai heiyō gisō mō” (jap. 環太平洋擬装網, ang. Pacific Rim Imitation Network) | Susumu Hirasawa         | 3:28    |
| 9.  | „Colony”                                                                         | Susumu Hirasawa         | 4:50    |
| 10. | „Caravan”                                                                        | Susumu Hirasawa         | 5:48    |
| 11. | „Prologue”                                                                       | Susumu Hirasawa, Miss.N | 2:19    |
|     |                                                                                  |                         | 49:46   |